# Augusta Guillemina de Hessen-Darmstadt
Augusta Guillemina de Hessen-Darmstadt (Auguste Wilhelmine von Hessen-Darmstadt) (Darmstadt, 14 d'abril de 1765 - Rohrbach, 30 de març 1796) va ser per casament duquessa consort del Palatinat-Zweibrücken. Filla del príncep Jordi Guillem de Hessen-Darmstadt i de la comtessa Lluïsa Albertina de Leiningen-Dagsburg-Falkenburg. Va ser mare del rei Lluís I de Baviera.

## Matrimoni i fills
Es va casar el 30 de setembre de 1785 amb comte palatí de Zweibrücken Maximilià IV Josep (posteriorment "Maximilià I Josep", rei de Baviera), fill del comte Frederic Miquel del Palatinat-Zweibrücken i de la comtessa Maria Francesca del Palatinat-Sulzbach, del qual tingué cinc fills:
- Lluís (1786–1868). Rei de Baviera. Es casà amb la princesa Teresa de Saxònia-Hildburghausen.
- Augusta de Baviera (1788–1851). Es casà amb el duc Eugeni de Beauharnais.
- Amàlia de Baviera (1790-1794)
- Carolina de Baviera (1792-1873). Es casà en primeres núpcies amb el rei Guillem I de Württemberg del qual es divorcià i es tornà a casar amb l'emperador Francesc I d'Àustria.
- Carles de Baviera (1795-1873). Es casà en dues ocasions i en les dues ho feu de forma morganàtica. En primeres núpcies amb Sophie Petin, creada baronessa von Bayrstorff, i en segones núpcies amb Henriette Schoelter, creada baronessa von Frankenberg.